# Andreas Reichhardt
Andreas Reichhardt (Bécs, 1968. október 23. –) Ausztria közlekedési, innovációs és technológiai minisztere volt.

## Élete
2003/04-ben Hubert Gorbach munkatársa volt a közlekedési, innovációs és technológiai minisztériumban.
2016-től osztályvezető (Sektionchef) volt. 2018. január 1. és 2019. május 22. között a minisztérium főtitkára volt.
2020-ban újra osztályvezető lett.
A bécsi kerület Landstraße képviselő-testülete tagja volt az Osztrák Szabadságpártnak.

## Fordítás
Ez a szócikk részben vagy egészben  az   Andreas Reichhardt című német Wikipédia-szócikk ezen változatának fordításán alapul.  Az eredeti cikk szerkesztőit annak laptörténete sorolja fel. Ez a jelzés csupán a megfogalmazás eredetét és a szerzői jogokat jelzi, nem szolgál a cikkben szereplő információk forrásmegjelöléseként.